# John-Alexander Döring
John-Alexander Döring (* 2. Oktober 1979 in Göttingen) ist ein deutscher Synchronsprecher und Radiomoderator. Er ist die Standardstimme für Nick Jonas. Er ist nicht mit dem Synchronsprecher Alexander Doering zu verwechseln.

## Synchron
Döring wuchs in Berlin auf und ist bereits seit seinem siebten Lebensjahr als Synchronsprecher aktiv. Als Kind war er als Sprecher z. B. in der US-Serie The Munsters tätig, in der er den Sohn der Familie, Eddie Munster, sprach. Seit 2006 ist er unter anderem als Standardstimme für den US-amerikanischen Schauspieler Nick Jonas im Einsatz. Darüber hinaus übernahm Döring auch schon Sprechrollen in Hörspielen und Computerspielen. Auch in Werbespots war er schon zu hören.

## Radio
Neben seiner Tätigkeit als Synchronsprecher, arbeitet Döring als Radiomoderator beim Berliner Rundfunk 91.4. Zuvor war er schon als Moderator beim Augsburger Lokalsender Hitradio RT1 und beim privaten niedersächsischen Sender radio ffn in Hannover aktiv. Dort hat Döring auch ein zweijähriges Rundfunk-Volontariat mit dem Schwerpunkt Moderation absolviert.

## Privates
2009 beendete Döring sein Studium der Sozial- und Wirtschaftsgeographie an der Universität Augsburg mit dem Diplom. Döring lebt und arbeitet in Berlin. Sein Vater ist Jörg Döring.

## Sprechrollen (Auswahl)
Nick Jonas
- 2008: Camp Rock als Nate
- 2008: Hannah Montana & Miley Cyrus: Best of Both Worlds Concert als Nick Jonas
- 2009–2010: JONAS – Die Serie als Nick Lucas

Cameron Bright
- 2009: New Moon – Biss zur Mittagsstunde als Alec
- 2010: Eclipse – Biss zum Abendrot als Alec

### Filme
- 2006: Toby Hemingway in Der Pakt als Reid Garwin
- 2008: Charlie Saxton in The Happening als Dylan

### Serien
- 1993: Jeremy Miller in Unser lautes Heim als Ben Seaver
- 2006–2009: Grey DeLisle in Tauschrausch als Buzz Winters
- 2009: Kyle Labine in Samurai Girl als Otto
- 2009–2012: Nate Hartley in Zeke und Luther als Ozzie